# Series subarmónicas

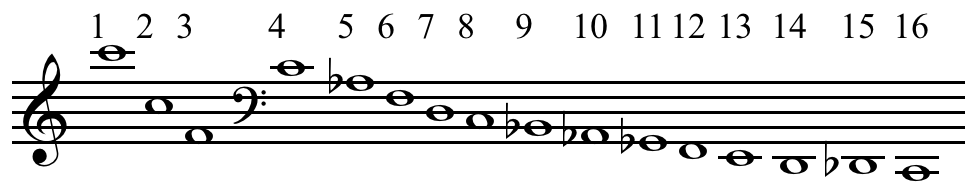
Serie de matices en C.

En música, la serie de subtonos o serie subarmónica es una secuencia de notas que resulta después de invertir los intervalos de la serie de armónicos. A diferencia de las armónicas, que ocurren naturalmente con la producción física de música en instrumentos, las series subarmónicas deben producirse de formas inusuales o sintéticas. Asimismo, mientras que las series de subtonos se basan en la división aritmética, las serie de sobretonos se basan en la multiplicación aritmética de frecuencias.

## Terminología
El término "subarmónico" se usa en el ámbito musical  de diferentes maneras. De un lado, se refiere estrictamente a cualquier integrante de la serie subarmónica (1⁄1 ,1⁄2 ,1⁄3 ,1⁄4, etc. ). Pero, cuando el término se usa para hablar de relaciones entre frecuencias, se escribe con f ya que representa una frecuencia alta de referencia (f⁄1 ,f⁄2 ,f⁄3 ,f⁄4, etc. ). Es por eso que una forma de definir los subarmónicos es que son "... submúltiplos integrales de la frecuencia fundamental (o impulsora)". Es importante mencionar que los tonos complejos de instrumentos acústicos no producen tonos parciales que se asemejen a la serie subarmónica. Para lograrlo, tienen que tocarse o ser diseñados para inducir la no linealidad. Sin embargo, tales tonos se pueden producir artificialmente con distintos softwares de audio y dispositivos electrónicos. Los subarmónicos se pueden contrastar con los armónicos. Mientras que los armónicos "... ocurren en cualquier sistema lineal",  "... solo condiciones bastante restringidas" conducirán al "fenómeno no lineal conocido como generación subarmónica".
Por otro lado, el término "subarmónico" puede no relacionarse con la serie subarmónica, sino que describe una técnica instrumental para bajar el tono de un instrumento acústico por debajo de lo que se esperaría tomando en cuenta la frecuencia resonante del mismo. Por ejemplo, si la cuerda de un violín es impulsada y amortiguada por una presión mayor por parte del arco para producir una frecuencia fundamental más baja que el tono normal de la misma cuerda, se estaría hablando de la técnica "subarmónica". Igualmente, la voz humana también puede utilizar la misma técnica en la que se fuerza una resonancia impulsada similar a la de los instrumentos. Esta técnica también es llamada "canto de subarmónicos" y sirve para extender el rango vocal por debajo de lo normal. No obstante, las relaciones de frecuencia estos tonos producidos por instrumentos acústicos o la voz aún forman parte de la serie armónica, no a la serie subarmónica. En este sentido, "subarmónico" es un término creado por la reflexión del segundo sentido del término "armónico", que sentido se refiere a una técnica instrumental para hacer que el tono de un instrumento parezca más alto de lo normal mediante la eliminación de algunos tonos parciales inferiores amortiguando el resonador en los antinodos de vibración de los mismos (como colocar un dedo suavemente sobre una cuerda en ciertos lugares).
En un tercer sentido, el término "subarmónico" a veces se utiliza de manera errónea para representar cualquier frecuencia más baja que otras, sin importar el método de producción ni cuál sea la relación de frecuencia entre ellas. 

## Métodos para producir una serie de subtonos
La serie de armónicos se puede producir físicamente de dos formas: 
1. Tránsito de armónico de un instrumento de viento.
2. Dividiendo una cuerda monocorde. Si una cuerda monocorde se amortigua ligeramente en el punto medio, o en el punto 1⁄3, luego 1⁄4 ,1⁄5, etc., la cuerda producirá la serie de armónicos, incluyendo el acorde mayor. En cambio, si la longitud de la cuerda se multiplica en proporciones opuestas, se produce la serie de subtonos. De manera similar, en un instrumento de viento, si los orificios están igualmente espaciados, cada orificio sucesivo cubierto producirá la siguiente nota en la serie de subtonos.

Algunos ejemplos en los que los compositores incluyen matices o subtonos son los cuartetos de cuerda de los compositores George Crumb y Daniel James Wolf así como las composiciones de la violinista y Mari Kimura. Aquí, los subtonos son "producidos al inclinarse con gran presión para crear tonos por debajo de la cuerda al aire más baja del instrumento". Para lograrlo, los músicos de instrumentos de cuerda se deben inclinar con suficiente presión para que las cuerdas vibren de manera que las ondas de sonido se modulen y demodulen por la bocina resonante del instrumento con frecuencias correspondientes a los subarmónicos.
La tritarra, es una guitarra con cuerdas en forma de 'Y', que igualmente produce subarmónicos. Esto también se puede lograr con la técnica extendida que consiste en cruzar dos cuerdas tal y como han desarrollado algunos guitarristas de jazz experimental. De igual manera, las preparaciones del tercer puente en las guitarras provocan timbres que consisten en conjuntos de armónicos agudos combinados con un tono resonante subarmónico de la parte desenchufada de la cuerda.
Además, los subarmónicos o subtonos se pueden crear mediante la amplificación de la señal a través de altavoces. Cabe mencionar que son un efecto común en el procesamiento de señales digitales y analógicas. En efecto, los procesadores de efectos de octava usan la serie de subtonos para crear una línea de bajo artificial para un instrumento al sintetizar un tono subarmónico en un intervalo fijo a la entrada. Por ejemplo, los sistemas sintetizadores de subarmónicos que se utilizan en la producción de audio y el trabajo de masterización musical se basan en el mismo principio.
Similarmente, los sintetizadores analógicos como el sintetizador Serge, el Moog Subharmonicon y otros sintetizadores modernos pueden producir series de subtonos como efecto secundario de los circuitos de tiempo de estado sólido presentes en sus generadores de envolvente que no pueden volver a disparar hasta que su ciclo es completo. Verbigracia, enviar un reloj de período N a un generador de envolvente, donde la suma del tiempo de subida y decadencia es mayor que 2 N y menor que 3 N, daría como resultado una forma de onda de salida que rastrea en 1⁄3 de la frecuencia del reloj de entrada.

## Comparación con la serie armónica

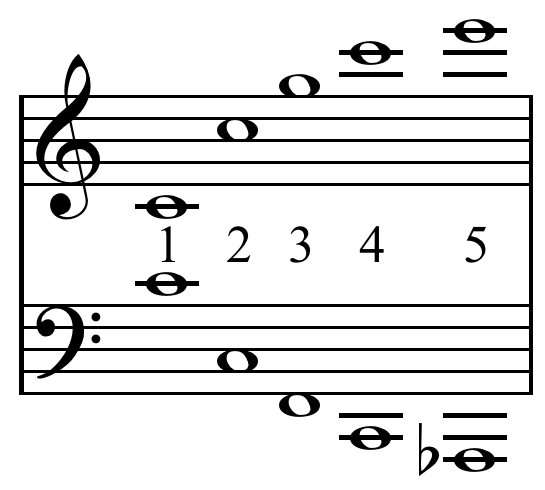
Otonalidad y utonalidad de 5 límites: series de armónicos y "subtonos", parciales 1 a 5 numerados.

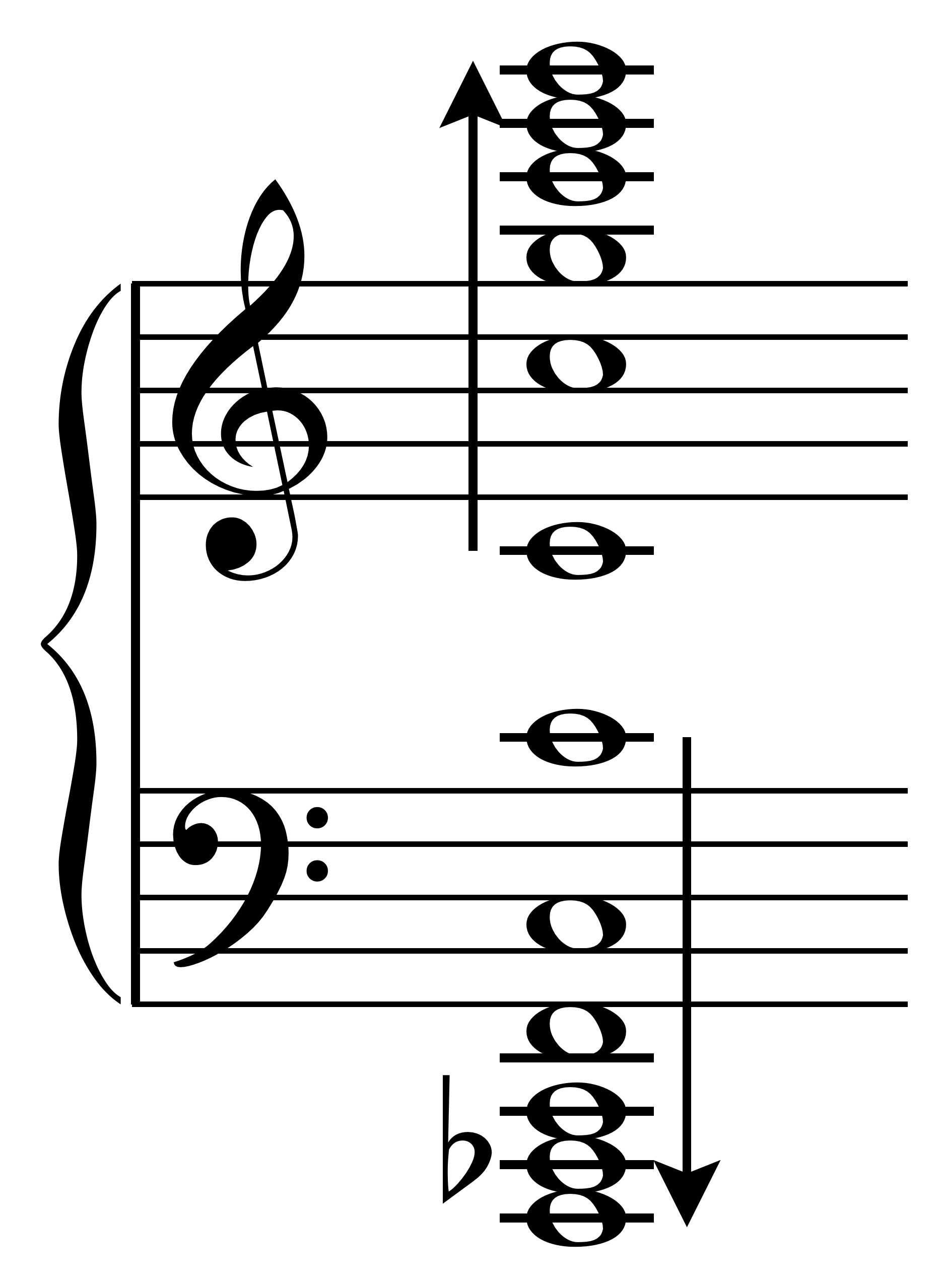
La simetría inversional de las dos series es visible en notación

Las frecuencias subarmónicas están por debajo de la frecuencia fundamental o base de un oscilador en una proporción de 1/ n, siendo n un número natural. Un ejemplo es que si la frecuencia base o fundamental de un oscilador es de 440 Hz, los subarmónicos incluirán 220 Hz (1⁄2 ), ~146.6 Hz (1⁄3) y 110 Hz (1⁄4 ). Por lo tanto, son una imagen especular de la serie armónica o de sobretonos.

### Importancia en la composición musical

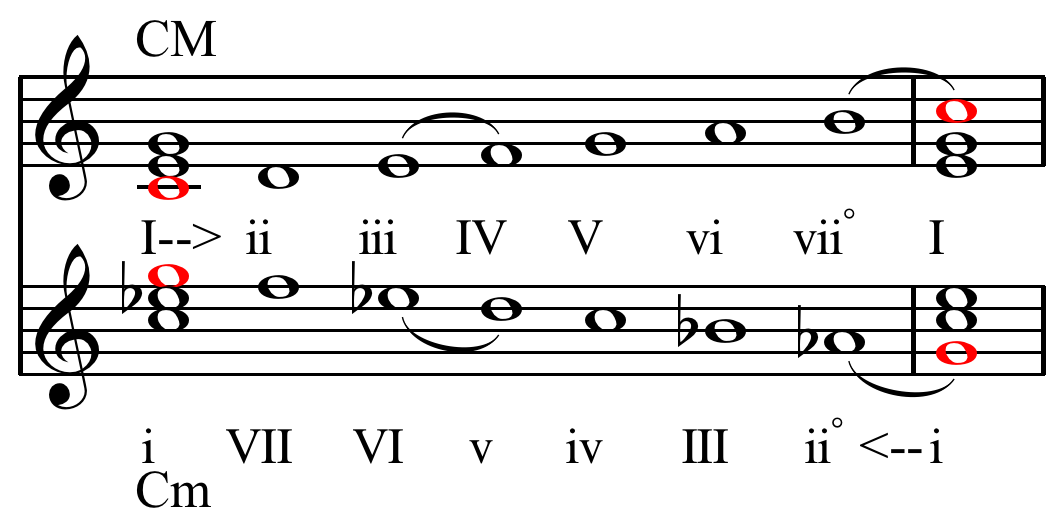
Menor como mayor al revés

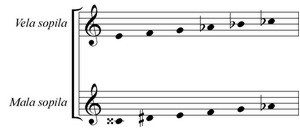
La escala de Istria se puede afinar como subarmónicos 14 a 7